# Protoribatidae
Protoribatidae é uma família de ácaros pertencentes à ordem Sarcoptiformes.
Géneros:
- Cribrozetes Balogh, 1970
- Perxylobates Hammer, 1972
- Polillozetes Corpuz-Raros, 2009
- Protoribates Berlese, 1908
- Setoxylobates Balogh & Mahunka, 1967
- Sicaxylobates Luxton, 1985
- Transoribates Pérez-Íñigo, 1992
- Trixylobates Balogh & Mahunka, 1978
- Tuxenia Hammer, 1958
- Vilhenabates Balogh, 1963